# Laurie McAllister
Laurie Hoyt-McAllister (Eugene (Oregon), 26 de junho de 1958 — Eugene (Oregon), 25 de agosto de 2011) mais conhecida como Laurie McAllister, foi uma musicista e veterinária americana. Entrou para o The Runaways em 1979, poucos meses antes da separação do grupo. Posteriormente formou sua própria banda, The Orchids.
Morava em Eugene, Oregon, onde morreu em 2011, aos 54 anos, em decorrência de asma.

## Começo
Nascida em Eugene, Oregon, desde criança descobriu o dom para a música. Ela cresceu junto com sua irmã mais velha, Susan Hoyt.
Susan descreveu Laurie: "Ela era uma típica tomboy. Já na idade de 8 anos, ela perguntou aos pais sobre se poderia cortar os cabelos no estilo moicano. Ela e o Runaways se encaixavam perfeitamente. Muitas vezes eu a disse, ela é tão legal que o punk veio a descobri-la."

## The Runaways
Laurie já com 18 anos, mudou-se para Los Angeles. Em 1978, ela foi colocada pelo empresário Kim Fowley na banda The Runaways, substituído a baixista Vickie Blue. Ela permaneceu na banda apenas alguns meses, período em que as meninas tiveram tempo para realizar com ela um número considerável de concertos.

## The Orchids
Pouco depois da sua saída do Runaways, McAllister com o apoio de Kim Fowley. Com a sua ajuda, ela fundou uma banda feminina The Orchids, que em 1980 lançou o único álbum. A banda sobreviveu alguns anos mais tarde. Após a separação, Laurie viveu em Amsterdã e no final dos anos noventa voltou para sua cidade natal, onde trabalhou como veterinária.

## Morte
Laurie McAllister morreu 25 de agosto de 2011, em decorrência de um ataque de asma na sua cidade natal em Eugene, Oregon.